# Aek Nauli (Batang Angkola)
Aek Nauli is een bestuurslaag in het regentschap Tapanuli Selatan van de provincie Noord-Sumatra, Indonesië. Aek Nauli telt 472 inwoners (volkstelling 2010).